# Roelant Savery

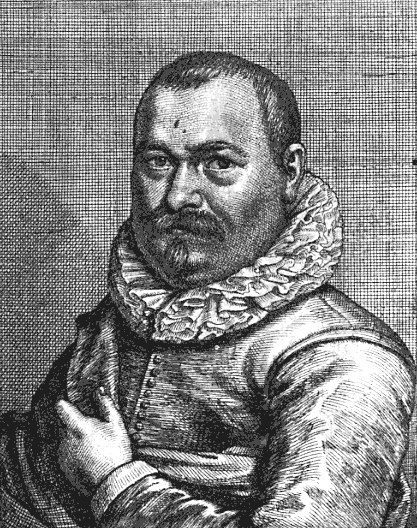
Roelant Savery.

Roelant Savery (eller Roeland(t) Maertensz Saverij, eller de Savery, eller andra varianter), född 1576 i Kortrijk i Flandern, död 1639 i Utrecht, var en holländsk konstnär.
Roelant Savery studerade måleri hos sin bror Jaques i Amsterdam. År 1604 kallades han till Rudolf II:s hov i Prag och han ingick senare även ett par år i kejsar Mattias hov innan han återvände till Amsterdam. År 1619 gick han med i Sankt Lukasgillet i Utrecht och levde där till sin död. Roelant Saverys vanligaste motiv var landskap med olika djur. Han målade även blomsterstilleben och hans stilistiska utveckling av genren kom att kraftigt påverka de följande hundra årens holländska blomstermåleri.
Savery är också känd för att ha gjort ett antal avbildningar av den numera utdöda dronten.

## Galleri (i urval)

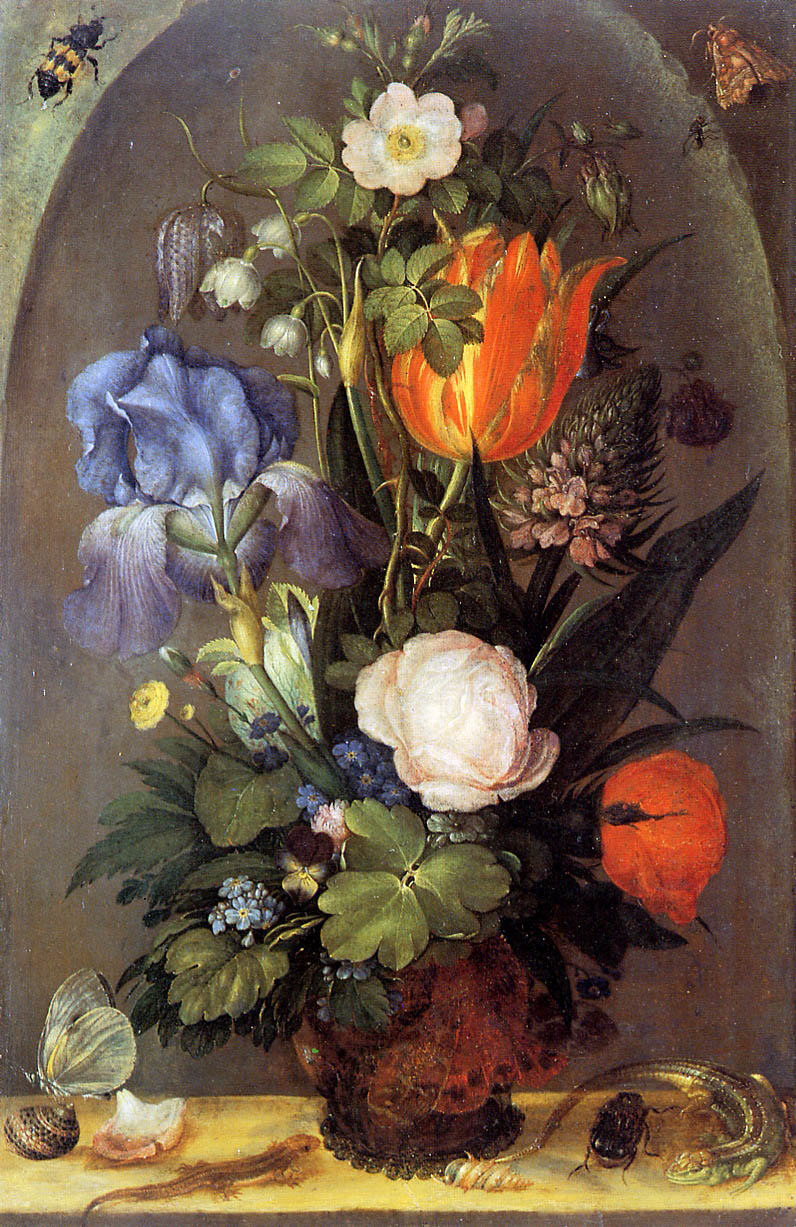
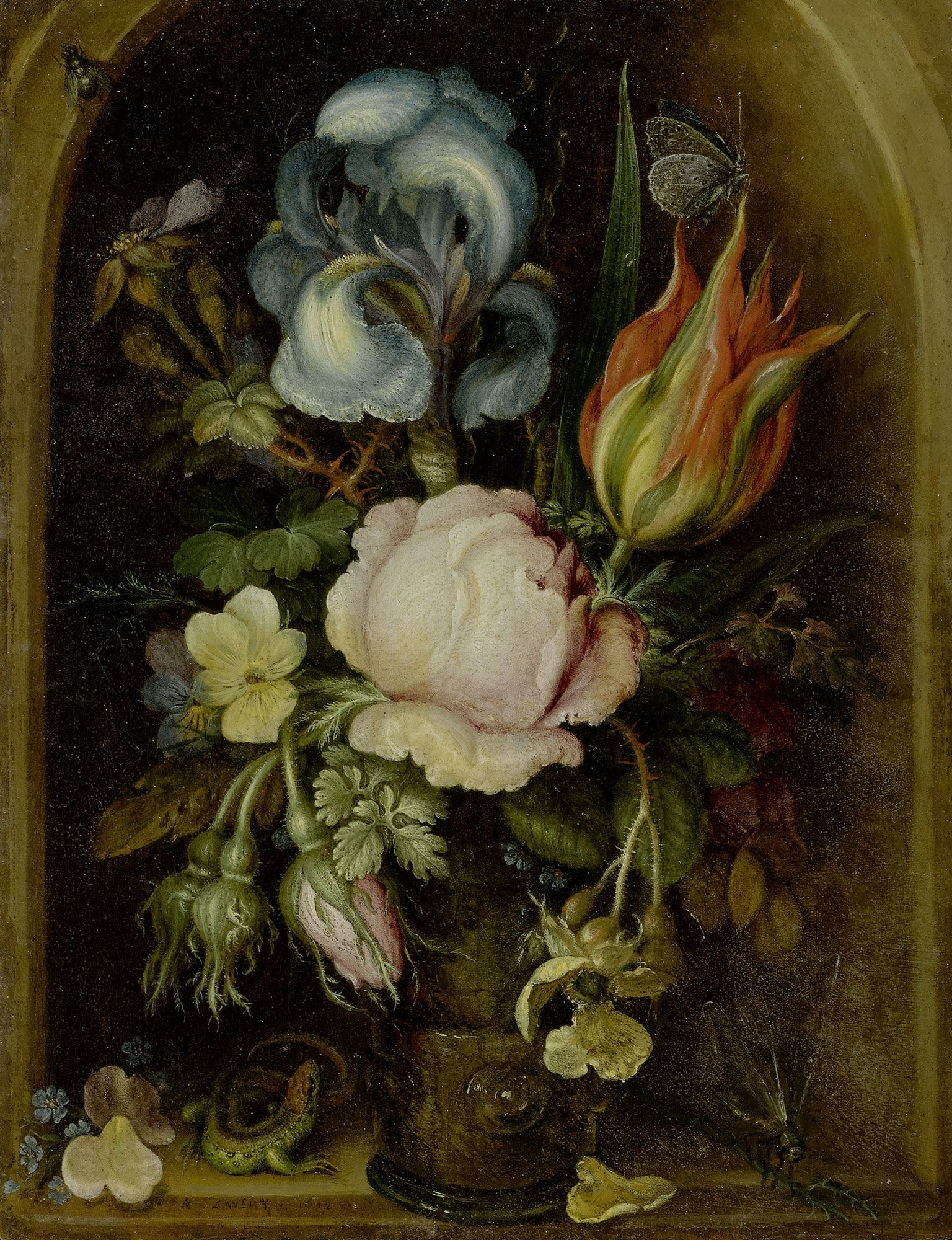
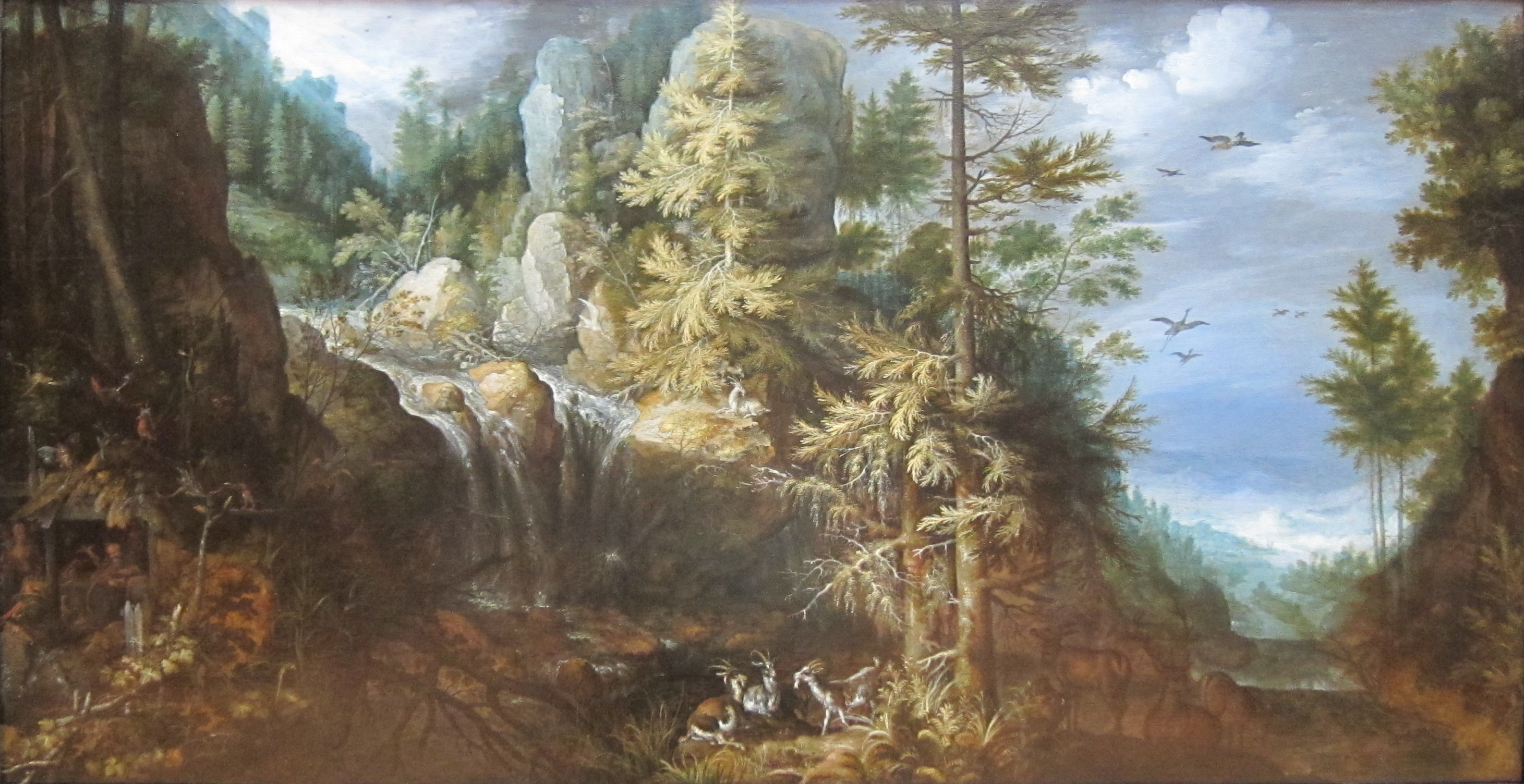
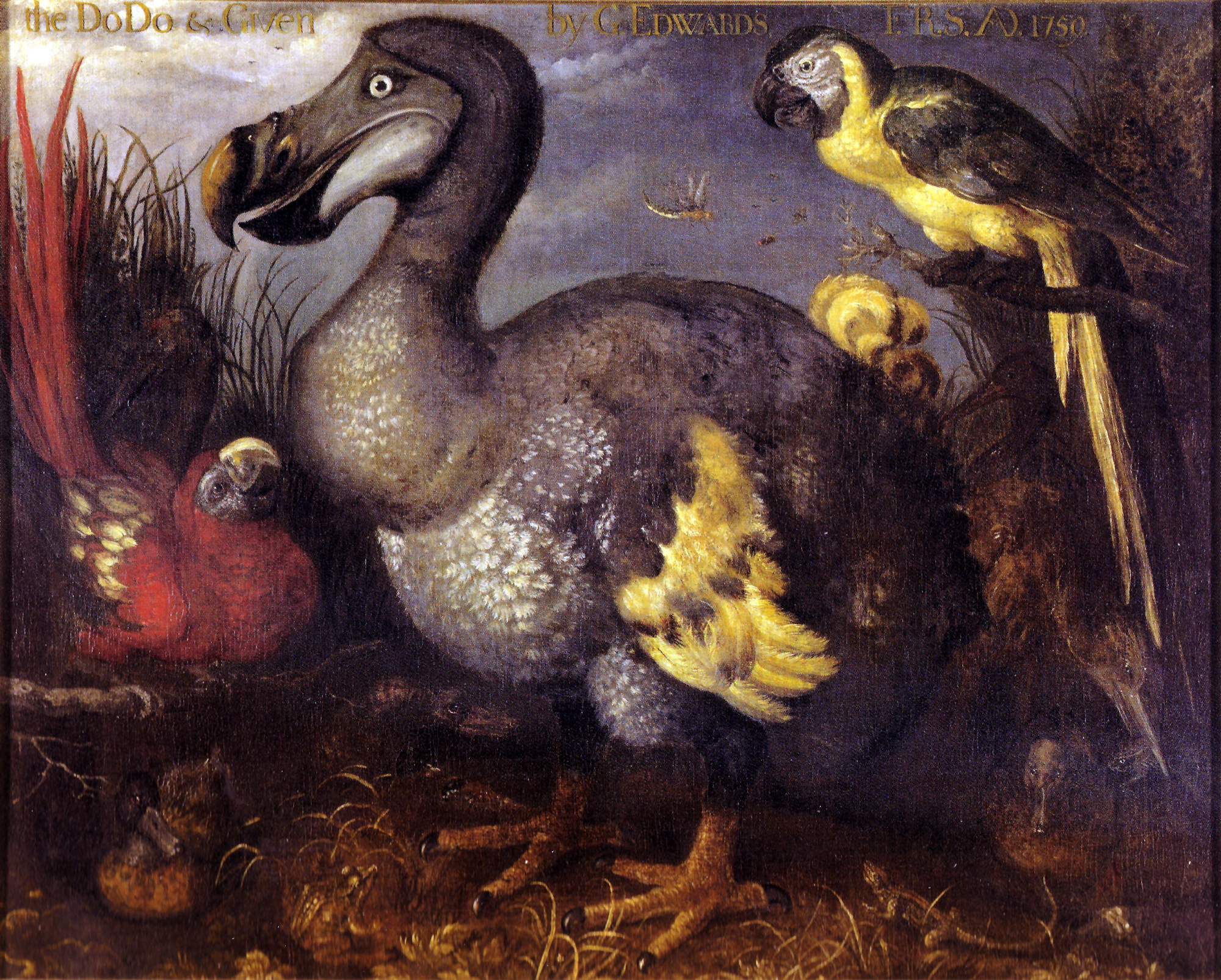